# Pechs-de-l'Espérance
Pechs-de-l'Espérance è un comune francese di 784 abitanti situato nel dipartimento della Dordogna nella regione della Nuova Aquitania. È stato istituito il 1 gennaio 2022 dalla fusione dei precedenti comuni di Cazoulès, Orliaguet e Peyrillac-et-Millac.